# 长神大站
長神大站（：／ Jangsindae yeok */?）是釜山－金海輕軌沿線的一座高架車站，位於韓國慶尚南道金海市三溪洞，韓語副站名為「花亭」（화정）。

## 車站結構
站體為2面2線側式月台的高架車站，候車月台設有月台幕門，並有2處出口。

### 月台配置
| 蓮池公園 ↑ |
| \| 上      |
| ↓ 加耶大   |

| 月台 | 路線              | 目的地     |
| ---- | ----------------- | ---------- |
| 上行 | ●釜山－金海轻电铁 | 沙上方向   |
| 下行 | ●釜山－金海轻电铁 | 加耶大方向 |

## 歷史
- 2011年9月16日：落成啟用。

## 車站周邊
- 釜山長神大學（朝鲜语：부산장신대학교）
- JOEUN GUMGANG醫院
- 花亭醫院
- 花亭鎮
- 卷丹公園
- 金海運動場（朝鲜语：김해운동장）

## 相鄰車站
釜山-金海輕電鐵
●釜山－金海轻电铁
蓮池公園（19）－長神大（20）－加耶大（21）